# Убити легко
«Убити — це легко» (англ. Murder Is Easy) — детективний роман англійської письменниці Агати Кристі, вперше опублікований у Великій Британії видавництвом Collins Crime Club 5 червня 1939 року, та в США видавництвом Dodd, Mead and Company у вересні того ж року.

## Сюжет
Люк Фіцвільям їде в поїзді з літньою дамою — міс Пінкертон. У подорожі з'ясувалося, що вона їде до Скотленд-Ярду, щоб розповісти там про серію вбивств, скоєних у її селі — Вічвуді. Але пізніше міс Пінкертон потрапила під машину, і для розслідування справи у Вічвуд поїхав Люк. Пізніше до справи підключається суперінтендант Баттл.

## Персонажі
Головні
- Люк Фіцвільям (Luke Fitzwilliam) — молодий розумний чоловік.
- Бріджит Конвей (Bridget Conway) — молода дівчина, подруга Люка.
- Гонорія Вейнфлет (Honoria Waynflete) — библіотекар-волонтер, колишня наречена лорда Вітфілда.
- Лорд Гордон Вітфілд (Гордон Рагг) (Lord Gordon Whitfield / Gordon Ragg) — підприємець, жених Гонорії в молодості та жених Бріджит у зрілому віці.

Жертви
- Лідія Гортон (Lydia Horton) — дружина майора Гортона, отруєна миш'яком.
- Гаррі Картер (Garry Karter) — алкоголік, впав у річку й потонув.
- Томмі Пірс (Tommy Pearce) — підліток, помер після падіння з вікна Вайт Холла, сільської бібліотеки.
- Емі Гіббс (Amy Gibbs) — покоївка міс Вейнфлет, отруєна фарбою для капелюхів, якою було підмінено сироп від кашлю.
- Доктор Джон Едвард Гамблбі (Dr. John Edward Humbleby) — помер від зараження крові.
- Лавінія Пінкертон (Lavinia Pinkerton) — збита автомобілем у центрі Лондона, по дорозі до Скотленд-Ярда.
- Ріверс (Rivers) — водій Гордона Вітфілда, звільнений, вбитий кам'яною прикрасою з огорожі.

Підозрювані
- Джайлз Еллсворті (Giles Ellsworthy) — власник антикварної крамниці в Вічвуді, коханець Емі Гіббс.
- Майор Гортон (Major Horton) — вдівець, розводить бульдогів.
- Доктор Джеффрі Томас (Dr. Geoffrey Thomas) — колега доктора Гамблбі.
- Містер Еббот (Mr Abbot) — місцевий адвокат.

Інші персонажі
- Джиммі Лоррімер (Jimmy Lorrimer) — друг Люка Фіцвільяма.
- Місіс Анструтер (Mrs Anstruther) — тітка Бріджит Конвей.
- Джессі Гамблбі (Jessie Humbleby) — вдова доктора Гамблбі.
- Роуз Гамблбі (Rose Humbleby) — дочка доктора Гамблбі.
- Містер Джонс (Mr. Jones) — директор банку.
- Гетті Джонс (Hettie Jones) — дочка директора банку.
- Отець Альфред Вейк (Father Alfred Wake) — вікарій.
- Джим Гарві (Jim Harvey) — жених Емі Гіббс.
- Місіс Гіббс (Mrs. Gibbs) — тітка Емі Гіббс.
- Місіс Пірс (Mrs. Pearce) — мати великої родини, управитель тютюнової фабрики.
- Суперінтендант Баттл (Supt. Battle) — поліцейський зі Скотленд-Ярда.
- Вонкі Пух (Wonky Pooh) — рудий перський кіт з хворими вухами міс Пінкертон, якого доглядає Гонорія Вейнфлет.

## Екранізації
- У 1982 році в США був знятий фільм «Вбити легко», в якому роль Люка Фіцвільяма виконав Білл Біксбі, роль Гонорії Вейнфлет зіграла Олівія де Гевіленд, а роль Лавінії Пінкертон — Гелен Гейс. В цілому ця адаптація дуже близька до першоджерела: творці фільму лише перетворили Люка Фіцвільяма з відставного поліцейського на професора в відпустці[2].
- У 2009 році телекомпанією ITV у рамках серіалу «Міс Марпл Агати Крісті» було знято повнометражний телефільм «Вбити легко»[3]. Роль міс Марпл у цій постановці виконала Джулія Маккензі, а роль Люка Фіцвільяма зіграв Бенедикт Камбербетч. У ролі Гонорії Вейнфлет — Ширлі Гендерсон. Сюжет фільму має багато відмінностей порівняно з романом:
  - Суперінтендант Баттл відсутній, а його функції передоручені міс Марпл.
  - Жертва першого вбивства — Флорі Гіббс (в романі це — Лідія Гортон).
  - У романі з міс Пінкертон в поїзді говорить Люк, тоді як у фильмі це робить міс Марпл. Потім міс Пінкертон падає з ескалатора у метро (а не гине під колесами автомобіля, як в романі).
  - Гонорія Вейнфлет зображена більш юною та неврівноваженою жінкою.
  - Відсутні містер Еллсворті, Гордон Вітфілд, Гаррі Картер та Томмі Пиірс.
  - Змінені способи вбивств: у фільмі Лідія Гортон отруєна великою дозою інсуліна під час прийома ванни. Флорі Гіббс отруєна грибами-поганками, які були підсипані в її рагу. У масці вікарія було зроблено діру, й коли преподобний Мітчел оприскував отрутою вулик з бджолами, то вдихнув пари й помер (персонаж, якого не було в романі).
  - Абсолютно змінений мотив вбивці: в фільмі Гонорія Вейнфлет була зґвалтована своїм братом Леонардом, після чого вбила його. Потім, виявивши що вагітна, стала жити як затворниця. Коли дитина народилась, Гонорія поклала її до кошика й кинула в річку. Багато років потому доросла дочка Гонорії в особі Бріджит приїхала у Вічвуд й почала все розвідувати.
- 2015 року на каналі France 2 вийшов повнометражний телефільм «Вбити легко?» — 9 епізод 2 сезону французького детективного серіалу «Загадкові вбивства Агати Крісті».
- 2023 року на каналі BBC One відбулася прем'єра телефільму «Вбити легко» виробництва BBC. У головних ролях Девід Джонссон, Морвед Кларк, Пенелопа Вілтон, Шинед Метьюз та Том Райлі.